# Динерс, Роберт
Роберт Динерс (латыш. Roberts Diners, 26 декабря 1977, Рига — 15 июня 2023) — латвийский скульптор. Член Латвийского центра скульпторов и FIDEM. Член Союза художников Латвии.
Сын Лилии Динере.
В 2002 году в Латвийской Академии художеств защитил бакалаврскую работу по работе «Оярс Фельдбергс и Педвале», руководитель Ингрида Буране. В 2004 году получил магистра гуманитарынх наук.
Соавтор с Л. Динере иллюстрации к книгам «Dziesma par Rolandu» («Песнь о Роланде», «ALIS», 2010), «Eddas dziesmas» («Старшая Эдда», «Jāņa Rozes apgāds», 2015), «Eposs par Gilgamešu» («Эпос о Гильгамеше», «Jumava», 2019).

## Персональные выставки
- 1997 — «The Secret Life of Humanimal Beings», Martina Zilberhorna salons (Bad Honnefa, Германия)
- 1998 — «Noslēpumainā cilvēkzvēru dzīve», LN Galerija (Рига)
- 1999 — «Present in the Past», Dr. Trauceteles prakses galerija (Бонн, Германия)
- 2000 — «The Secret Life of Humanimal Beings», teātris Vanemuine (Тарту, Эстония)
- 2003 — «Cilvēks — putns, kurš nelido», galerija Māksla XO (Рига)
- 2005 — «Zelta cilvēks», Ivonnas Veihertes galerija (Рига)
- 2006 — «Skrienošais cilvēks», galerija Māksla XO (Рига).